# Welt (Fernsehsender)
Welt (Eigenschreibweise: WELT oder WeLT), vormals N24, ist ein deutscher Privatsender der WeltN24 GmbH für Nachrichten und Zeitgeschehen mit Sitz in Berlin. Sein Programm besteht aus Nachrichtensendungen, Dokumentationen, Infotainmentsendungen sowie Reportagen und Informationssendungen aus den Bereichen Finanzen und Lifestyle. Börsenindizes werden in Echtzeit und alle anderen Kurse mit einer Verzögerung von 15 Minuten in Form eines Lauftextes (Ticker) dargestellt.
Bis Juni 2010 gehörte der Privatsender der ProSiebenSat.1 Media; ab Juni 2010 der N24 Media und seit Dezember 2013 über die WeltN24 dem Axel-Springer-Konzern. KKR, ein US-Finanzinvestor, hält dort seit 2020 die Mehrheit der Anteile und besetzt drei Sitze im Aufsichtsrat. Chefredakteur ist seit August 2021 Jan Philipp Burgard.

## Geschichte

### N24
Die ProSieben-Gruppe gab Ende der 1990er Jahre ihr Vorhaben, den Nachrichtensender n-tv zu übernehmen, wegen des hohen Kaufpreises auf. Stattdessen verfolgte man das Ziel, einen eigenen Kanal zu gründen: Am 31. Dezember 1998 wurde durch die ProSieben-Gruppe die Nachrichtenagentur ddp übernommen und im Februar 1999 kam es zur Gründung der N24 Gesellschaft für Nachrichten und Zeitgeschehen mbH, die zu 100 Prozent zur damaligen ProSiebenSat.1 Media AG gehörte. Die bei der Bayerischen Landeszentrale für neue Medien (BLM) beantragte Sendelizenz galt zunächst für eine Dauer von acht Jahren und wurde am 14. Dezember 2006 um weitere acht Jahre verlängert. Am 24. Januar 2000, um 12:00 Uhr, begann N24 seinen Sendebetrieb. In vielen Kabelnetzen übernahm N24 dazu die ehemalige Frequenz des Bezahlfernsehanbieters Premiere (analog). Die Börsenberichterstattung erfolgte in Zusammenarbeit mit Bloomberg Television. Für die Sendungen N24 Börsenreport und N24 Wallstreet-Report standen Marktreporter in Frankfurt, London, New York und Singapur zur Verfügung.
Im Juli 2001 zog der Sender von München nach Berlin. Nach drei Jahren Sendebetrieb kam es im Dezember 2002 zu einer Neuausrichtung des Senders. Neben Nachrichten setzte N24 vermehrt auf Dokumentationen, die Wirtschaftsberichterstattung wurde stark gekürzt. Im Jahr 2003 wurde ein neues Senderlogo eingeführt sowie ein neues Nachrichtenstudio eingeweiht, welches dem Stil großer US-Nachrichtensender nachempfunden ist. Zudem wurde der Claim N24 – Wir kommen zur Sache eingeführt. Von Januar 2004 bis Dezember 2008 kooperierte N24 bei der Börsen- und Wirtschaftsberichterstattung mit dem internationalen Wirtschaftssender CNBC Europe. Im Februar 2007 baute N24 mit den neuen Formaten Börse am Mittag und Börse am Abend die Börsen- und Wirtschaftsberichterstattung aus.
Seit Januar 2009 ist Der Aktionär TV (Name bis 26. November 2015: Deutsches Anleger Fernsehen) Partner für Börsen- und Wirtschaftsberichte. Vom 22. Oktober 2008 bis 23. April 2021 wurde aus dem debis-Haus am Potsdamer Platz gesendet, das Hauptnachrichtenprogramm wurde auf das Fernsehformat 16:9 umgestellt. Der Sender hat auf insgesamt fünf Stockwerken, das sind 7400 Quadratmeter, einen Newsroom, Regieräume sowie Moderations- und Talkshow-Flächen geschaffen. Die ProSiebenSat.1 Media AG investierte rund zehn Millionen Euro. In den neuen Studio- und Redaktionsräumen sind TV- und Onlineredaktionen zusammengelegt und es sollen insgesamt 250 Mitarbeiter dort arbeiten. Ein gläsernes Nachrichtenstudio ermöglicht es Passanten, bei der Nachrichtenproduktion zuzusehen. Auch die Nachrichtenformate von den zur Senderfamilie gehörenden Kanälen Sat.1, ProSieben und Kabel eins wurden im neuen Studio produziert.

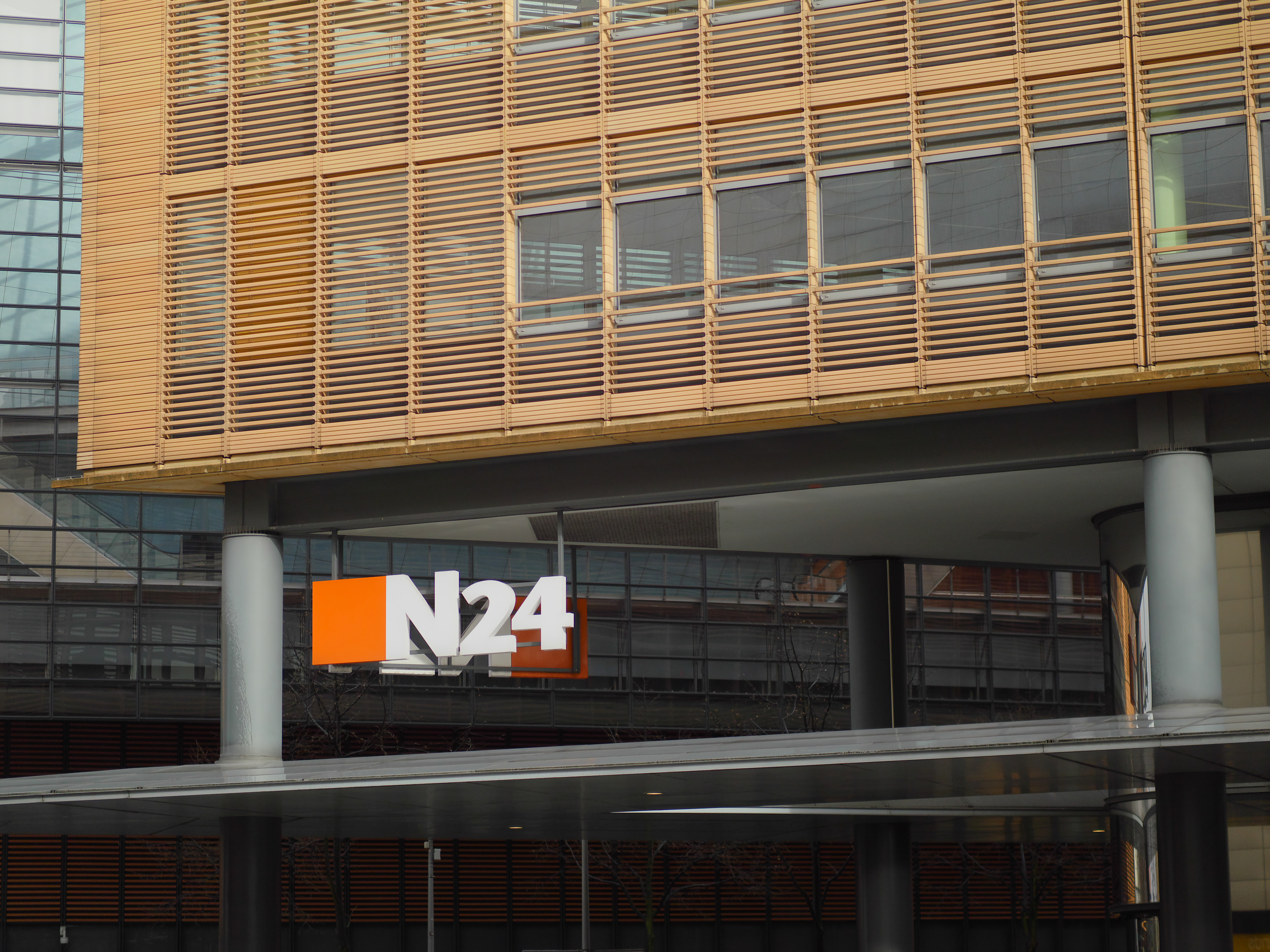
Altes Logo am Portal des Nachrichtensenders im Atrium Tower am Potsdamer Platz, dem ehemaligen Sitz des Senders in Berlin-Tiergarten

Am 16. Juni 2010 wurden von ProSiebenSat.1 alle N24-Anteile an die neugegründete N24 Media GmbH verkauft, zu der auch die Maz & More TV Produktion GmbH als hundertprozentiges Tochterunternehmen gehört, die unter anderem das werktägliche Sat.1-Frühstücksfernsehen produziert. Geschäftsführer der N24 Media sind Torsten Rossmann (Vorsitzender der Geschäftsführung), der ehemalige Spiegel-Chefredakteur Stefan Aust (Bereich New Business), Frank Meißner (Bereich Produktion & Technik) und Karsten Wiest (Bereich Finanzen). Zusätzlich zu den genannten Geschäftsführern halten der ehemalige Spiegel-TV-Manager Thorsten Pollfuß und die Geschäftsführerin von Maz & More TV Produktion, Maria von Borcke, Anteile an der N24 Media.
Im Dezember 2013 gab der Springer-Konzern bekannt, dass sie N24 zu 100 Prozent übernehmen und in die Welt-Gruppe integrieren werde. N24 solle laut Aussagen des Konzerns der zentrale Lieferant für Bewegtbilder werden. Im Februar 2014 stimmte das Bundeskartellamt der Übernahme zu. Seit 1. Januar 2015 bündelt eine hundertprozentige Tochtergesellschaft, die WeltN24, die Aktivitäten von Welt-Gruppe und N24.

### Welt
Am 7. Juli 2015 wurde bekannt, dass N24 schrittweise mit Die Welt unter dem Markendach Welt vereint werden solle. Am Ende des Prozesses wurde die Marke N24 gänzlich abgelöst und der Sender im Januar 2018 in Welt umbenannt. Das Design von N24 wurde im September 2016 an das Welt-Design angepasst, wobei der Sendername N24 erst einmal erhalten blieb. Der Slogan „Wir kommen zur Sache“ wurde durch „Check die Welt“ ersetzt.
Im Januar 2018 startete Springer eine große Re-Branding-Kampagne, die auf den bevorstehenden Start von Welt aufmerksam machen sollte. Seit dem 18. Januar 2018 um 3 Uhr heißt der Sender Welt.

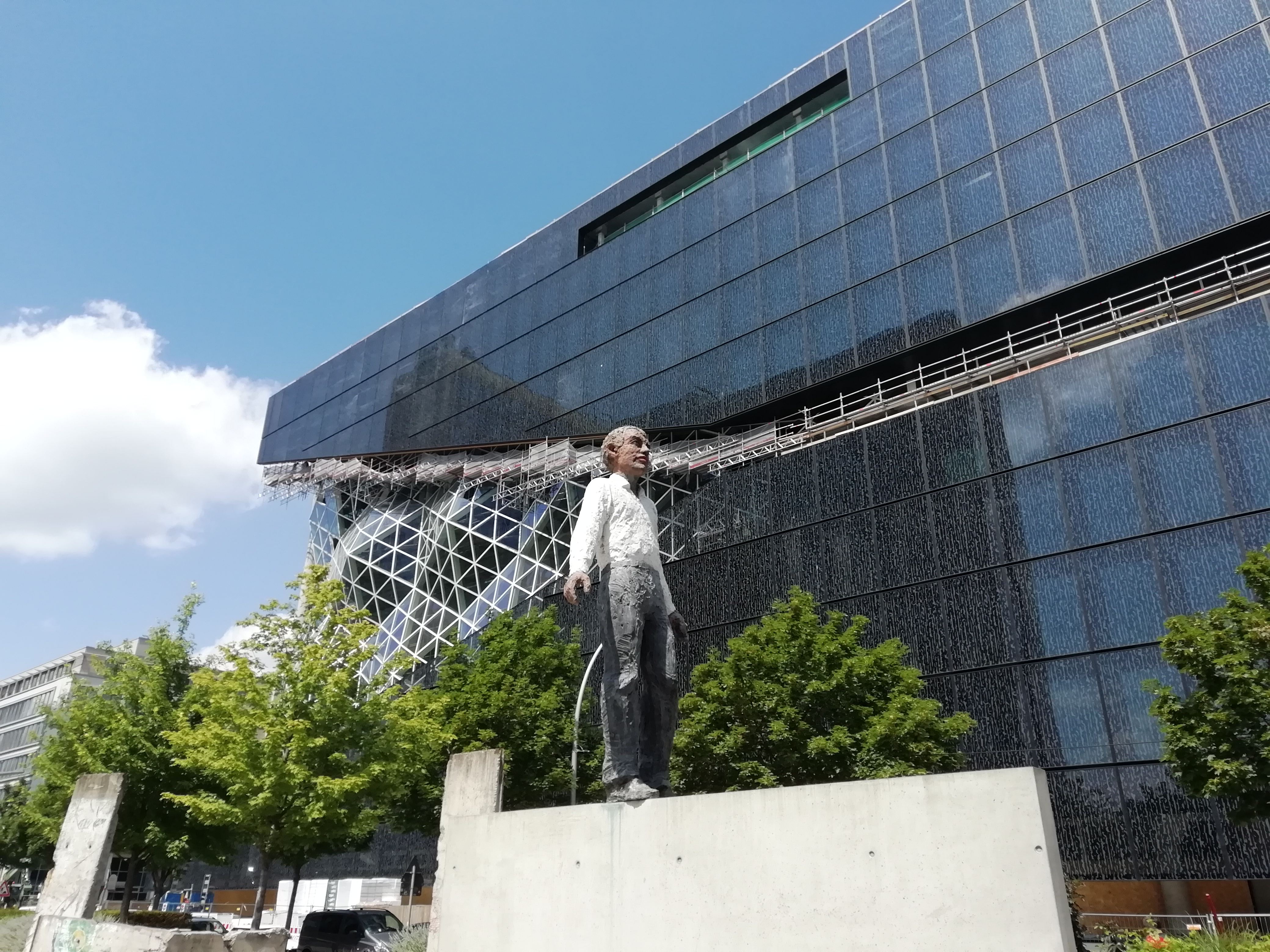
Der neue Sitz von WELT TV: Der Axel-Springer-Neubau in Berlin

Im Frühjahr des Jahres 2021 zog der TV-Sender in den Axel-Springer-SE-Neubau um. Das vom niederländischen Architekten Rem Koolhaas entworfene Gebäude nahm am 6. Oktober 2020 seinen Betrieb auf. Neben dem Fernsehsender Welt sind auch die meisten Teile der Welt-Gruppe in den Neubau eingezogen. Der Neubau befindet sich in der Zimmerstraße 50, in Berlin. Seit dem 24. April 2021 sendet der Nachrichtensender aus dem Neubau und dem neuen, modernen Studio. Chefmoderatorin Tatjana Ohm weihte das Studio um 8 Uhr mit der ersten Nachrichtensendung ein. Aus dem alten Studio am Potsdamer Platz wurde am 23. April 2021 zum letzten Mal gesendet.
Welt produzierte bis Ende 2022 die Nachrichten für ProSiebenSat.1 Media. Seit 2023 hat die Seven.One Entertainment Group dies übernommen.
Bis zur Einstellung des deutschen Sendebetriebs von ServusTV zum Jahresbeginn 2024 produzierte Welt seit 2023 Nachrichten- und Magazinsendungen für den österreichischen Privatsender.

## Programm

### Dezember 2002 bis Juli 2010
Das Programm, wie es von Dezember 2002 bis zum 1. August 2010 ausgestrahlt wurde, stützte sich weitgehend auf Dokumentationen und Magazinsendungen. Im August 2004 übernahm Dieter Kronzucker das Format Kronzuckers Welt, das eine Reihe von Dokumentationen umfasste. Er löste damit Hans-Hermann Gockel ab, der die gleichen Sendungen bis dahin unter der Bezeichnung N24 Doku-Highlight begleitete. Im April 2005 folgte die Magazinsendung Kronzuckers Kosmos. Bei den Dokumentationen von N24 handelte es sich überwiegend um US-amerikanische Produktionen, die dem Bereich Infotainment zugeordnet werden können.
N24 lieferte werktags bis in die Mittagsstunden eine durchgängige Live-Berichterstattung – ähnlich wie der Konkurrent n-tv. Die sich anschließenden stündlichen Nachrichtensendungen waren nachmittags zwischen drei Minuten und einer halben Stunde lang. Nach den 30-minütigen Abendnachrichten um 18 Uhr dauerten die Ausgaben zwei bis fünf Minuten und enthielten meist nur noch Meldungen. N24 Nachrichten wurde werktags zwischen 13 Uhr und 23 Uhr live ausgestrahlt, in den Nachtstunden gab es nur Aufzeichnungen. Am Wochenende verzichtete der Sender auf eine mehrstündige Live-Berichterstattung mit Ausnahme der Nachrichtensendungen, die stündlich zwischen 9 und 23 Uhr ausgestrahlt wurden.
Früh-, Morgen- und Mittagsreport boten regelmäßig Wirtschaftsnachrichten. Dazu griff N24 bis Ende Dezember 2008 auf die Korrespondenten des Wirtschafts- und Finanznachrichtensenders CNBC Europe zurück. Silvia Wadhwa, Roland Klaus, Michael Mross, Linda Behringer und Patricia Szarvas berichteten von der Börse Frankfurt. Seit Januar 2009 nutzte N24 bei den Wirtschaftsnachrichten die Korrespondenten des Spartenkanals Deutsches Anleger Fernsehen. Um 22 Uhr schaltete N24 direkt an die Wall Street in New York, wo Korrespondentin Caroline Scherr einen kurzen Überblick über den Handelstag in den USA gab. Die Sendungen Börse am Mittag und Börse am Abend rundeten die Wirtschaftsberichterstattung ab.
Die Wettervorhersagen wurden montags bis freitags moderiert, am Wochenende nur vertont. Das Wetter wurde im Wechsel von Miriam Pede und Anneke Dürkopp präsentiert. Seit dem 1. Juli 2006 strahlte N24 Montag bis Freitag und an Wochenenden zwölfmal am Tag von 8 Uhr bis 19 Uhr die meist 90-sekündige Produktion EarthTV aus. In dieser Sendung sieht man verschiedene Städte live aus einer Kameraperspektive. Zusätzlich werden Wetterinformationen (z. B. Temperatur) sowie Veranstaltungstipps angezeigt.

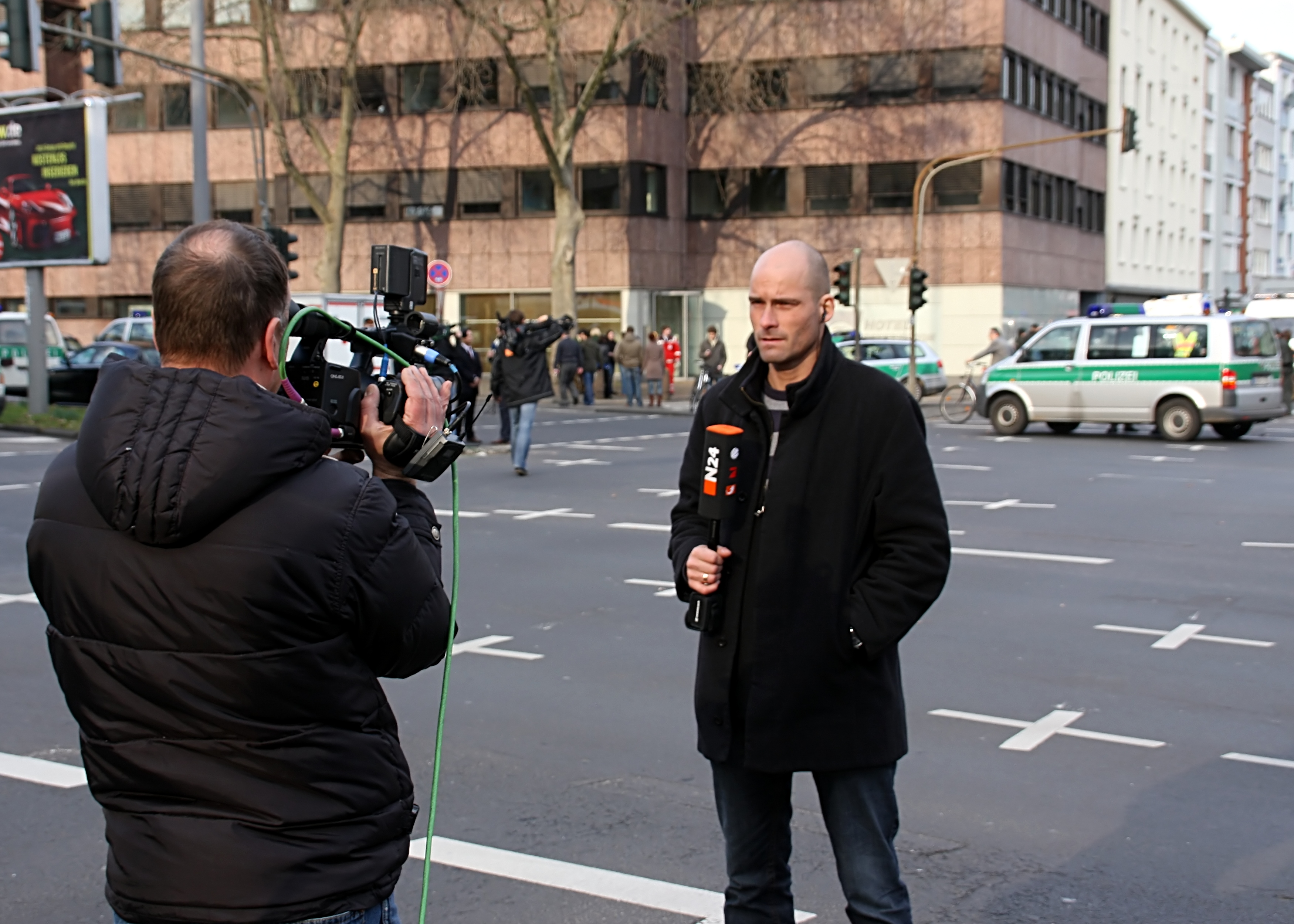
Der N24-Reporter Steffen Schwarzkopf berichtet live vom Einsturz des Historischen Archivs der Stadt Köln (3. März 2009)

Eilmeldungen werden generell über das Laufband am unteren Bildschirmrand gezeigt. Bei besonders wichtigen Ereignissen wird das laufende Programm unterbrochen. Seit Ende Januar 2007 überträgt Welt Zusatzinformationen zum laufenden Programm über blucom.

### Seit August 2010
Zum 2. August 2010 änderte N24 das Programmschema. Seitdem gehören die Formate Frühreport, Morgenreport und Mittagsreport der Vergangenheit an. Stattdessen setzte der Sender nun montags bis freitags in der Zeit zwischen 7:00 Uhr und 12:45 Uhr auf formatierte Nachrichten, die jeweils eine maximale Dauer von 15 Minuten haben. Im Zuge dieser Reform wurde auch die Doppelmoderation abgeschafft. Die 15-minütigen Nachrichten wurden nur noch von einer Person moderiert, bei Spezial- und Sondersendungen wich man aber davon ab und setzte auf Doppelmoderation. Die Moderatoren wechselten stündlich. Um 12:45 Uhr schloss die Börse am Mittag an. Ab 13 Uhr beschränkten sich die Informationen zur vollen Stunde auf die lediglich fünf Minuten langen N24 Nachrichten.
Nach 23 Uhr wurden weiterhin Aufzeichnungen der Nachrichtensendungen gesendet. Die durch diese Programmierung entstandenen Lücken wurden vorwiegend mit Dokumentationen aufgefüllt. Nur noch bei besonderen, herausragenden Ereignissen wich N24 von diesem Programmschema ab. Pressekonferenzen übertrug der Sender aber unabhängig davon weiter. Das Programmschema zum Wochenende änderte sich zunächst nicht.
Im August 2010 kündigte N24 an, dass im Zuge der Sparmaßnahmen die Talkshow Was erlauben Strunz? abgesetzt wird. Außerdem mussten 68 Mitarbeiter den Sender verlassen, darunter auch Journalisten und Reporter wie Katja Bettermann, Hans-Peter Hagemes, Michaela May, Katharina Mänz, Tanja Samrotzki und Anke Stessun. Des Weiteren sollte Thomas Spahn wieder in die Parlamentsredaktion zurückkehren und nicht mehr weiter als Moderator und Reporter tätig sein.
Am 15. September 2010 führte N24 ein neues On-Air-Design und im Zuge dessen ein leicht modifiziertes neues Logo ein. Am 2. Mai 2011 veränderte der Sender das Programm zur Primetime: um 20 Uhr sendete der Sender eine letzte etwa 12-minütige Nachrichtensendung, damit das Hauptabendprogramm wie bei den großen Sendern um 20:15 Uhr beginnen konnte. Anschließend liefen bis 6 Uhr morgens Dokumentationen oder Reportagen. Dazwischen liefen keine Nachrichten mehr, allerdings wurden die Nachrichten tagsüber länger. Vor der Morgenstrecke ab 7 Uhr liefen ab 6 Uhr Nachrichtenblöcke, die jeweils etwa 20 Minuten lang waren. Seit Mai 2019 werden die Nachrichten zwischen 7:00 Uhr und 12:45 Uhr wieder per Doppelmoderation moderiert. Auch die Nachrichten um 15:00 Uhr werden in Doppelmoderation präsentiert.

### Nachrichtenformate
Welt sendet montags bis freitags in der Regel zwischen 6:00 und 20:05 Uhr Nachrichten. Diese beinhalten auch Sport und Wetter. An Feiertagen und am Samstag werden die Nachrichten meist von 7–15 Uhr durchgehend ausgestrahlt, ab dann gibt es meist Dokus. Am Sonntag werden die Nachrichten auch meist von 7–15 Uhr gesendet, ab dann laufen meist Sportsendungen wie z. B. Bild Sport, oder Live-Übertragungen von zahlreichen Sportarten, meist bis 18:50 Uhr oder 19:10 Uhr.
Außerhalb dieser Zeiten werden Dokumentationen und Reportagen gezeigt. Je nach Nachrichtenlage werden die gewöhnlichen Sendezeiten durch Sondersendungen oder Aufzeichnungen ausgeweitet, wie etwa zuletzt während der COVID-19-Pandemie oder des russischen Überfalls auf die Ukraine.
Vom 13. Dezember 2021 bis 31. Juli 2023 waren die Nachrichtensendungen folgendermaßen benannt:
| Uhrzeit      | Sendung                                    |
| ------------ | ------------------------------------------ |
| 6–9 Uhr      | Die Welt am Morgen                         |
| 9–12 Uhr     | Welt Newsroom                              |
| 12–14 Uhr    | Die Welt am Mittag (inkl. Börse am Mittag) |
| 14–17 Uhr    | Welt Newsroom                              |
| 17–20:05 Uhr | Die Welt am Abend (inkl. Börse am Abend)   |

Seit dem 1. August 2023 wurde das Ende von Welt Newsroom und der Beginn der Sendung Die Welt am Abend nach hinten verlegt. In diesem Zuge erhielt auch Die Welt am Abend ein verändertes Design und eine andere Musik während der Schlagzeilen. Seitdem werden die Sendungen zu den folgenden Zeiten gesendet:
| Uhrzeit      | Sendung                                               |
| ------------ | ----------------------------------------------------- |
| 6–9 Uhr      | Die Welt am Morgen                                    |
| 9–12 Uhr     | Welt Newsroom                                         |
| 12–14 Uhr    | Die Welt am Mittag (inkl. Börse am Mittag)            |
| 14–18 Uhr    | Welt Newsroom (inkl. Börse am Abend von 17:45-18 Uhr) |
| 18–20:05 Uhr | Die Welt am Abend                                     |

### Magazine
- Die Foodtruckerin: Food-Bloggerin Felicitas Then begibt sich auf die Suche nach den besten und nachhaltigsten Lebensmitteln Deutschlands, spricht mit Köchen, Landwirten und Züchtern und zeigt in ihrer mobilen Trailer-Küche die Zubereitung kreativer Gerichte.
- Spacetime: Professor Ulrich Walter erläutert Wissenswertes zum Thema Raumfahrt.
- Welt Drive: Bei Welt Drive mit Christoph Bauer dreht sich alles um Informationen, News und Geschichten rund um das Automobil.
- Vision Gold: Das Sport-Magazin begleitet Athleten, die sich auf die kommenden Olympischen und Paralympischen Spiele vorbereiten. In jeder Sendung wird neben einem bekannten Spitzensportler auch ein erfolgreicher Athlet aus einer medialen Randsportart in den Fokus gerückt.

### Dokumentationen und Reportagen
Montags bis freitags ab 20:05 Uhr sowie an Wochenenden und Feiertagen auch tagsüber werden Dokumentationen und Reportagen über geschichtliche, technische und populärwissenschaftliche Themen häufig in deutscher Erstausstrahlung gezeigt. Die Dokumentationen und Reportagen geben Einblicke in die Bereiche Natur, Kultur, Wissenschaft und Technik. Beispiele für regelmäßig ausgestrahlte Sendereihen aus dem Bereich Dokumentation bzw. Dokutainment sind Auf Leben und Tod, Lost Places, Mayday – Alarm im Cockpit und Science of Stupid – Wissenschaft der Missgeschicke mit Jochen Schropp bzw. Richard Hammond.

### Ehemalige Sendungen
- 4-Seasons – Das Globetrottermagazin
- Ausgesprochen – Der Talk mit Markus Föderl
- Bärbel Schäfer
- Bellevue.tv
- Berlin Intern
- Börsengeflüster
- Capitalk
- Cinemaxx TV
- Das politische Quartett
- Deep-TV
- Deutschland akut
- Europaparlamentsreport
- Frühreport
- Koschwitz
- Kronzucker: Europas neue Grenzen
- Kronzuckers Kosmos
- Links-Rechts
- Make Money – Die Markus Frick Show
- Frühreport
- Morgenreport
- Mittagsreport
- N24 Aktiv
- N24 Börsenreport
- N24 Cash & Service
- N24 Cassini
- N24 Chat
- N24 Der Neue Markt
- N24 Fakt oder Fake
- N24 Forschung & Fliegen
- N24 Global
- N24 Golf Journal TV
- N24 Golf Journal Turnier
- N24 Job und Karriere
- N24 Kinotipp
- N24 Luxus
- N24 Motor Motion
- N24 MM-Das Männermagazin
- N24 Mystery
- N24 Nachrichten Kompakt
- N24 Newsbroker
- N24 NewsCopter
- N24 Objektiv
- N24 Presseschau
- N24 Spezial
- N24 Sport-Report
- N24 Sport
- N24 Streitgespräch
- N24 Transportwelt
- N24 Trendcheck
- N24 Wallstreet-Report
- N24 Weltreporter
- N24 Wissen
- N24 Zeitreise mit Stefan Aust
- Seligmann
- Standort Deutschland
- Studio 24
- Studio Friedman
- Thema Deutschland
- Um Gottes Willen – N24 Ethik
- Was erlauben Strunz
- Welt der Technik
- Welt der Wunder[27]
- Welt um Zwölf
- Welt um Drei
- Welt um Sechs
- Welt um Neun
- Wirtschaft-Intern
- World of Business

## Moderatoren und Reporter

### Aktuelle Moderatoren und Reporter
Moderatoren:
- Isabelle Bhuiyan (auch Reporterin)
- Dietmar Deffner (Wirtschaft)
- Marie Droste
- Marian Grunden
- Carsten Hädler
- Thomas Klug
- Daniel Koop
- Christina Lewinsky (auch Reporterin)
- Felicia Pochhammer
- Katja Losch
- Tatjana Ohm (Chefmoderatorin)
- Max Oppel
- Miriam Pede (Wetter)
- Stephanie Rahn
- Maira Rothe (Wetter)
- Dorothea Schupelius (auch Reporterin)
- Alexander Siemon
- Marcus Tychsen
- Lale-Marie Walter (Wetter)
- Ulrich Walter (Spacetime)
- Fanny Fee Werther
- Nele Würzbach

Reporter/Redakteure:
- Eybe Ahlers
- Jan Philipp Burgard (Chefredakteur)
- Fabian Dittmann
- Isabell Finzel
- Christiane Gerboth-Jörges (Chefin vom Dienst)
- Alfred Hackensberger
- Peter Haentjes
- Matthias Heinrich
- Perdita Heise
- Max Hermes
- Erdmann Hummel
- Fanny Juschten
- Laura Kipfelsberger
- Paul Klinzing
- Antje Lorenz
- Nadine Mierdorf
- Ibrahim Naber
- Andrea Ohms
- Alina Quast
- Paul Ronzheimer (von BILD)
- Leonie von Randow
- Marco Reinke
- Marion Rüb
- Guido Schmidtke
- Dirk Schommertz (Sport)
- Lars Schroeder (Leiter Parlamentsredaktion)
- Steffen Schwarzkopf (Chefreporter)
- Lutz Stordel
- Arndt Striegler
- Achim Unser
- Thomas Vedder
- Christoph Wanner
- Michael Wüllenweber (Leiter Studio Washington)
- Philipp Zahn

### Ehemalige Moderatoren und Reporter
- Pia Ampaw
- Robert Annetzberger
- Norbert Anwander
- Julia Bauer
- Natascha Berg
- Julia Böhm
- Katja Bettermann
- Robert Biegert
- Claudia von Brauchitsch
- Malte von Brauchitsch
- Patrick Dewayne
- Norbert Dobeleit
- Anneke Dürkopp
- Cornelia Eidloth
- Antje Erhard
- Ralf Finke
- Markus Föderl
- Daniel Franz
- Lea Freist
- Astrid Frohloff
- Bettina Gabbe
- Petra Glinski
- Hans-Hermann Gockel
- Anne Graul
- Viola Grebe
- Kristina Gruse
- Hans-Peter Hagemes
- Sissi Hajtmanek
- Klaus Heilmann
- Arne Jessen
- Alexandra Karle
- Christoph Karrasch
- Larissa Keller
- Andrea Kempter
- Arabella Kiesbauer
- Manuela Klein
- Angela Knäble
- Mick Knauff
- Thomas Koschwitz
- Johanna Krämer
- Dieter Kronzucker
- Nancy Lanzendörfer
- Franca Lehfeldt
- Peter Limbourg
- Judith Lindebaum
- Mick Locher
- Katharina Mänz
- Michael Marx
- Michaela May
- Lena Mosel
- Wenzel Michalski
- Christian Mürau
- Birgit Nössing
- Sibylle Oechsner
- Florian Otto
- Heiko Paluschka
- Gaby Papenburg
- Petra Papke
- Milena Preradovic
- Alexander Privitera
- Stephanie Puls
- Jens Reupert
- Alexander von Roon
- Tanja Samrotzki
- Katrin Sandmann
- Bärbel Schäfer
- Stefan Schäuble
- Julia Scherf
- Barbara Scherle
- Franziska Schimke
- Friedemann Schmidt
- Susanne Schöne
- Hans Schregelmann
- Hajo Schumacher
- Thomas Schwarzer
- Rafael Seligmann
- Paul Sonntag
- Thomas Spahn
- Lothar Späth († 2016)
- Inge Steiner
- Astrid Steinmeyer († 2018)[29]
- Anke Stessun
- Stephan Strothe
- Claus Strunz
- Arne Teetz
- Paulus Terwitte
- Hans-Hermann Tiedje
- Christina von Ungern-Sternberg
- Harriet von Waldenfels
- Daniela Will
- Stefan Wittmann
- Verena Wriedt

## Korrespondentennetz
Welt verfügt über feste Auslandsstudios in Moskau und Washington D.C. Von dort aus berichten Christoph Wanner (Moskau) sowie Michael Wüllenweber (Washington). Zudem greift Welt auf mehrere Reporter zurück, die in Krisenfällen an die jeweiligen Orte entsandt werden. Politische Korrespondentin des Senders ist derzeit Dorothea Schupelius, nachdem ihr Vorgänger Michael Wüllenweber ins Studio Washington versetzt wurde. Ob Schupelius diese Position weiter ausübt, ist zurzeit noch unklar. Darüber hinaus kann Welt freie Journalisten kontaktieren, die dem Sender eine nahezu weltweite Berichterstattung ermöglichen.

## Marktanteile
Welt (damals N24) ist seit 2000 auf Sendung, zu den Jahresmarktanteilen seitdem siehe Fernsehen in Deutschland#Marktanteile. Im Jahr 2005 wurde der Sender nach eigenen Angaben erstmals knapp Marktführer im Bereich Nachrichtensender und konnte den Vorsprung zum Jahr 2006 ausbauen. Die meistgesehene Sendung von Welt war die Live-Übertragung der Trauerfeier anlässlich Michael Jacksons Tod aus dem Staples Center in Los Angeles am 7. Juli 2009, die für sich genommen eine Quote von 7,7 Prozent und 1,29 Millionen Zuschauer erreichte.
| TV-Saison | Marktanteil ab 3 Jahre | Marktanteil 14–49 Jahre |
| --------- | ---------------------- | ----------------------- |
| 2004/2005 | 0,5 %                  | 0,6 %                   |
| 2005/2006 | 0,7 %                  | 1,0 %                   |
| 2006/2007 | 0,8 %                  | 1,1 %                   |
| 2007/2008 | 0,9 %                  | 1,2 %                   |
| 2008/2009 | 1,0 %                  | 1,3 %                   |
| 2009/2010 | 1,0 %                  | 1,3 %                   |
| 2010/2011 | 1,0 %                  | 1,4 %                   |
| 2011/2012 | 1,0 %                  | 1,4 %                   |
| 2012/2013 | 1,1 %                  | 1,4 %                   |
| 2013/2014 | 1,2 %                  | 1,4 %                   |
| 2014/2015 | 1,1 %                  | 1,4 %                   |
| 2015/2016 | 1,2 %                  | 1,5 %                   |
| 2016/2017 | 1,2 %                  | 1,3 %                   |
| 2017/2018 | 1,3 %                  | 1,3 %                   |
| 2018/2019 | 1,4 %                  | 1,6 %                   |
| 2019/2020 | 1,4 %                  | 1,5 %                   |
| 2020/2021 | 1,4 %                  | 1,7 %                   |

## Ticker
Ergänzt wird das Informationsangebot von Welt durch ein ständig angezeigtes, einzeiliges Laufband am unteren Bildschirmrand. Ausgeblendet wird dieses nur in den Werbeblöcken. Im Ticker werden abwechselnd Nachrichten, Sportnachrichten und Börsenkurse angezeigt. Bei wichtigen Ereignissen wird das laufende Programm unterbrochen.

## Website
Am 24. Januar 2008 begann N24 unter dem Motto „Video first“ mit der Ausrichtung der Internetpräsenz n24.de auf multimediale Berichterstattung. Im Vergleich zu anderen Nachrichtenportalen sollte die Website eine Fernsehnachrichtenseite sein. Im Mittelpunkt standen Videos aus dem gesamten N24-Programm. Sie waren in einem so genannten „Mediencenter“ und unter den zugehörigen Artikeln zu sehen. Außerdem standen das laufende Programm von N24 in einem Livestream und Live-Übertragungen von Sendern der ProSiebenSat.1-Gruppe zur Verfügung. Für Videos und Beiträge gab es eine Kommentarfunktion.
N24.de wurde am 28. Dezember 2016 in welt.de eingegliedert.

## N24 Doku

Logo von N24 Doku

Am 9. Juni 2016 gab die WeltN24 GmbH bekannt, im Herbst 2016 N24 Doku als Timeshift-Ableger von N24 zu starten. Am 20. Juli 2016 wurde bekannt, dass der Sender am 17. September 2016 startet. Der Sender verzichtet vormittags auf die Übernahme der Nachrichtenschiene von Welt und strahlt immer ab 14 Uhr das Programm von Welt um eine Stunde zeitversetzt aus. Zudem wird auf das bekannte Laufband verzichtet.

## Empfang
Das Programm von Welt kann man folgendermaßen empfangen:
- DVB-T2 HD (digitales Antennenfernsehen, ProSiebenSat.1-Mux, verschlüsselt für Freenet TV)
- DVB-C (digitales Kabelnetz)
- DVB-S (digitales Satellitenfernsehen Astra 19,2° Ost 12,5445 GHz horizontal, Symbolrate: 22.000 MSym/s, FEC: 5/6)
- DVB-S2 (Pay-TV über HD+, digitales Satellitenfernsehen Astra 19,2° Ost 10,773 GHz horizontal, Symbolrate: 22.000 MSym/s, FEC: 3/4)
- IPTV (über MagentaTV und Vodafone TV)
- Zattoo
- Joyn
- waipu.tv
- Online-Livestream (via Welt.de)

## Senderlogos
Im Logo von Welt wird die Eigenschreibweise WeLT verwendet.

Logo seit 18. Januar 2018[35][36]

### N24

Logo von 2000 bis 2003
Logo von 2003 bis 11. September 2016
Logo vom 12. September 2016 bis 18. Januar 2018

### HD-Version

Senderlogo der HD-Version von 2013 bis 11. September 2016
Logo von N24 HD vom 12. September 2016 bis 18. Januar 2018
Senderlogo seit dem 18. Januar 2018

### N24 Austria

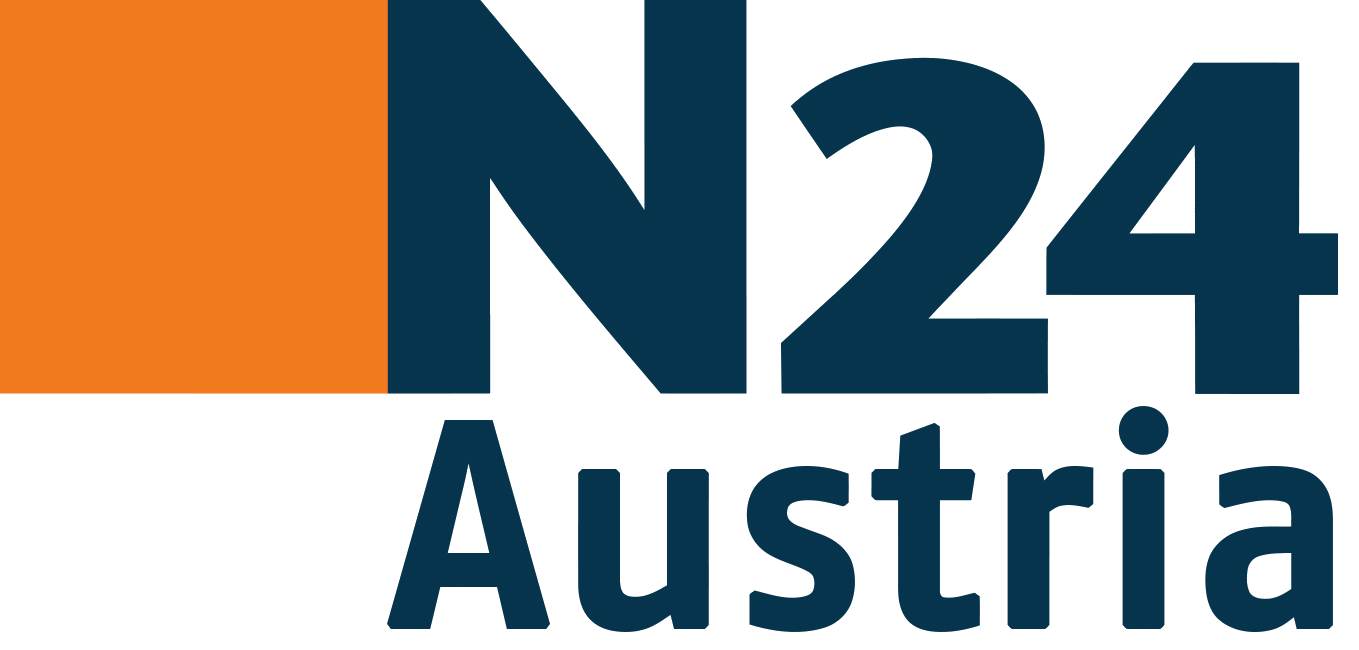
Logo von N24 Austria bis 11. September 2016
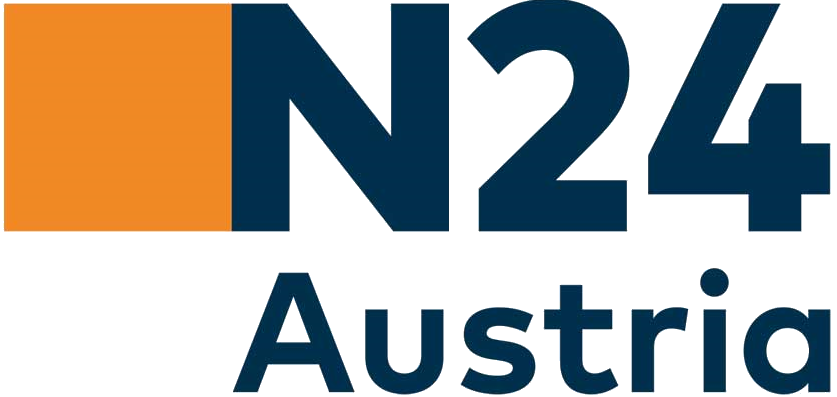
Logo von N24 Austria vom 12. September 2016 bis 18. Januar 2018
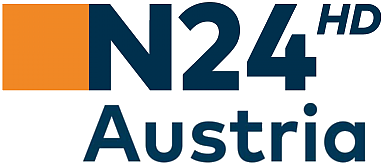
Logo von N24 Austria HD vom 12. September 2016 bis 18. Januar 2018

## Rezeption
Einer Studie des Kölner Instituts für empirische Medienforschung zufolge nahmen bei N24 im Jahr 2007 Dokumentationen und Reportagen die meiste Sendezeit (34 Prozent) in Anspruch. Den Nachrichten wird die gleiche Sendezeit wie den Magazinen, nämlich 26 Prozent, eingeräumt. Festgestellt wurde ebenfalls, dass in einer Vielzahl von Beiträgen „die Faszination von Technik allgemein, aber insbesondere von Militärtechnik genutzt wird, um dem Zuschauer über das Faktische hinaus Spannung zu bieten“.
Im September 2007 attestierte der Spiegel dem Sender bedenkliche und glorifizierende Dokumentationen zu militärhistorischen und militärtechnischen Themen (vgl. Militainment): „Mal wird in der eingekauften Lizenzware aus Übersee die US-Army glorifiziert, dann wieder klingt in der Aufarbeitung von Schlachten des Zweiten Weltkriegs der Subtext durch, was alles möglich gewesen wäre, wenn Hitler nur auf seine fähigen Militärs gehört hätte.“ Die kurzen stündlichen Nachrichten wurden zudem als „boulevardesk“ kritisiert.